# Casa Nopții
Casa Nopții este o serie de cărți fantasy scrise de grupul de scriitoare P.C. Cast și Kristin Cast.

## Cărți

### Seria principalǎ
1. Semnul, St. Martin's, 2007
2. Trădarea, St. Martin's, 2007
3. Aleasa, St. Martin's, 2008
4. Înfruntarea, St. Martin's, 2008
5. Obsesia, St. Martin's, 2009
6. Tentația, St. Martin's, 27 octombrie 2009
7. Focul, St. Martin's, 2010
8. Iertarea, St. Martin's, 8 ianuarie 2011
9. Predestinare, St. Martin's, 25 octombrie 2011
10. Hidden, St. Martin's, 6 octombrie 2012
11. Revealed, St. Martin's, 15 octombrie 2013
12. Redeemed, St. Martin's, 14 octombrie 2014

- The Fledgling Handbook 101 (cu Kim Doner), St. Martin's, 26 octombrie 2010
- Nyx in the House of Night: Mythology, Folklore and Religion in the PC and Kristin Cast Vampyre Series, St. Martin's, 7 iunie 2011

### Seria secundară
1. Dragon's Oath (Nuvelă despre Anastasia și Dragon Lankford), St. Martin's, 12 iulie 2011
2. Lenobia's Vow, St. Martin's, 31 ianuarie 2012
3. Neferet's Curse, St. Martin's, 17 iulie 2012[1]

## Lumea vampirilor
În cǎrți vampirii trǎiesc alǎturi de oameni, care știu de existența acestora. Aceștia încep ca oameni pânǎ sunt gǎsiți de un Vânător, un vampir adult Însemnat cu Labirintul lui Nyx, care le pornește transformarea. În acest proces de patru ani pe parcursul cǎruia novicii trebuie sǎ stea constant în prezența unui vampir adult semiluna de pe frunte li se umple treptat cu albastru pânǎ când novicii se transformǎ în vampiri adulți, moment indicat de convulsii și de apariția spontanǎ a tatuajelor din jurul semilunii care descriu afinitățile și talentele individului. Vampirii nu sunt distruși de soare, dar nu le priește, motiv pentru care la Casa Nopții cursurile se țin noaptea.
Unul din zece novici moarte pe parcursul celor patru ani când corpul sǎu respinge transformarea, dar Neferet începe sǎ-i trezeascǎ pe aceștia în Trădarea. Aceștia devin un nou soi de novici, al cǎror semilună devine roșie, nu albastrǎ. Ei ard în soare și devin adulți în urma unei decizii cǎtre Luminǎ sau Întuneric.

## Religia în seriaCasa Nopții
Seria Casa Nopții este plinǎ de referiri la religie care, cu cuvintele autoarei, este „pǎgânǎ, cu o mulțime de influențe Wicca și mituri și legende nativ americane”. În societatea vampirilor, Zeița este o femeie benevolentă numită Nyx, care îi apare lui Zoey la începutul seriei pentru a-i spune că va fi ochii și urechile ei la Casa Nopții. Pentru a-i cere îndrumare vampirii și novicii fac un cerc magic cu patru dintre ei reprezentând cele patru elemente stând pe margine și cu cel care reprezintă Spiritul în centru.
Ambianța religioasă din serie creează o puternică perspectivă morală care se poate aplica și lumii reale. Religia lui Nyx este pusă în contrast cu "Oamenii Credinței", o religie protestantă fictică, foarte intolerantă. Într-un interviu P.C. Cast a afirmat că a întrunit cele mai radicale aspecte ale fanaticilor tuturor religiilor. Tatăl adoptiv al lui Zoey este unul dintre conducătorii spirituali ai acestei credințe și reprezentativ pentru aceștia. Ca simbol, acesta este adesea comparat cu Zoey.

## Volume
Semnul
Aleasă să fie inițiată în școala de vampiri, Zoey pleacă de acasă și începe o aventură care îi schimbă total viața. Dezamăgită de familie, prieteni, plină de îndoieli și de nesiguranță, adolescenta nu gǎsește înțelegere decât la bunica sa, o descendentǎ a indienilor Cherokee.
La Casa Nopții din Tulsa, Zoey se va confrunta cu o altfel de existență, va trece prin întâmplări care îi vor confirma calitățile și îi vor desăvârși în cele din urmă destinul. Mai mult, va găsi acolo prieteni adevărați și un loc căruia, în sfârșit, să îi aparțină.
Trǎdarea
Viața lui Zoey devine, în sfârșit, frumoasă – a înțeles că a fost înzestrată cu puteri neobișnuite de către Zeița Nopții și este acum noua preoteasă a Fiicelor Întunericului. A început să se simtă acasă în Casa Nopții și are chiar un iubit... sau doi.
În acest timp în lumea oamenilor se petrec niște crime îngrozitoare care conduc spre Casa Nopții. Ca și cum lucrurile nu ar fi destul de complicate, moartea lovește și Casa Nopții, exact când Zoey are mai multă nevoie de prietenii ei. În cele din urmă, ea trebuie să găsească în sine însăși curajul de a înfrunta o trădare teribilă, care ar putea să-i distrugă sufletul și să pună în pericol întregul univers al școlii.
Aleasa
Forțele răului se pun în mișcare în Casa Nopții, iar aventurile lui Zoey Redbird iau o întorsătură misterioasă. Cei care păreau că îi sunt prieteni se întorc împotriva ei, iar dușmanii declarați îi devin, în mod ciudat, prieteni. Așa începe partea a treia a seriei, în care calitățile lui Zoey sunt puse la cea mai grea încercare de până acum.
Stevie Rae, cea mai bună prietenă a protagonistei, este transformată într-un nou soi de inițiat și încearcă din răsputeri să-și păstreze umanitatea. Zoey nu are nici o idee despre cum o poate ajuta, dar este conștientă că totul trebuie să rămână secret față de toți cei din Casa Nopții, locul unde încrederea a devenit o calitate rară. Așa cum rară, dar și surprinzătoare, este și situația în care se găsește ea însăși, aceea de a avea trei iubiți, lucru care are potențialul unui adevărat dezastru. Tocmai când pare că lucrurile nu pot fi mai rele de atât, încep să moară vampiri.
Înfruntarea
Toatǎ lumea pare sǎ o disprețuiascǎ pentru alegerile fǎcute și toți prietenii i-au întors spatele. Între timp Marea Preoteasă a Casei Nopții a declarat război oamenilor, iar Zoey știe cǎ îi este destinat sǎ o înfrunte. În absența prietenilor ei, ajutorul apare din cel mai neașteptat lor.
Obsesia
Blocați în tunelurile din Tulsa, Zoey și prietenii ei trebuie să gândească o cale de a ține piept unor forțe malefice care amenință să-i nimicească pe toți. Îngerul căzut Kalona, consortul Marii Preotese, își folosește puterile pentru a-i strânge sub vraja sa pe novicii și pe profesorii din Casa Nopții. Un secret vechi de secole ar putea distruge influența lui nefastă, dar Zoey s-ar putea să nu fie capabilă să-l accepte.
Tentația
Secrete întunecate și suspiciuni nemărturisite amenință prietenia dintre Zoey și Stevie Rae. Neliniștită de legătura ei profundă cu A-ya, fecioara plăsmuită odinioară de femeile cherokee pentru a-l seduce pe maleficul Kalona, Zoey se luptă să-și înfrângă dorința de a-l iubi pe frumosul înger căzut, când acesta încearcă în fel și chip să o prindă în mrejele sale. Încă o dată, întunericul amenință să pună stăpânire pe Casa Nopții.
Focul
După moartea lui Heath spiritul lui Zoey a plecat către lumea de apoi și prietenii ei luptă fără speranță să oprească influența reginei Tsi Sgili. Salvarea apare în versuri și ghicitori, dar nu mai există altă variantă. În timp ce Stark pleacă într-o călătorie fără speranță, Stevie Rae se luptă să conducă niște oameni fără speranță și începe o legătură care ar putea zgudui fundația a tot ce a construit împreună cu Zoey.
Iertarea
Zoey și Stark s-au întors la Casa Nopții, dar nu și neschimbați. Stevie Rae este tot mai atrasă de Rephaim, un secret care o izolează de prieteni, de profesori și de inițiații roșii. Când Neferet este tot mai aproape de imortalitatea pe care o dorește și Kalona se întoarce Zoey și prietenii ei vor trebui să treacă peste problemele pentru a răzbi.
Dragon's Oath
Acțiunea alternează între prezent, în Oklahoma, și anii 1800, în Anglia și Chicago. După plecarea lui Zoey și a prietenilor ei, Dragon rămâne singur să vegheze rugul lui Jack, și se duce cu gândul la prima lui întâlnire cu Anastasia, la Casa Nopții din Chicago și la jurământul care a omorât-o.-
Predestinarea
Zoey și prietenii ei se întorc la școală pentru a se submina controlul lui Neferet asupra școlii și ura colegilor față de Rephaim. Venirea unui aliat neașteptat pornește un șir de evenimente care poate duce în sfârșit la deconspirarea lui Neferet în fața Consiliului.
Lenobia's Vow
Lenobia's Vow (Jurământul Lenobiei) este o nuvelă despre trecutul Lenobiei, până când aceasta a fost Însemnată.

## Personaje

### Novici  albaștrii

#### Zoey Redbird
- În Semnul Zoey este aleasǎ de pisica Nala
- Calul lui Zoey e Persephone

Zoey este o Mare Preoteasa in devenire,cu o afinitate fata de toate cele 5 elemente: vânt,foc,apa,pământ și spirit.

#### Damien Maslin
Este unul dintre prietenii lui Zoey care are o afinitate fata de aer.Acesta este homosexual si a fost impreuna cu Jack Twist.

#### Shaunee Cole
Shaunee este o fatǎ de descendențǎ Jamaican-Americanǎ foarte bogatǎ, cu o afinitate pentru Foc. Este o foarte bunǎ prietenǎ cu Erin și lumea le numește Gemenele, pentru că au tendința de a gândi la fel.

#### Erin Bates
Erin este una dintre prietenele lui Zoey și are o afinitate pentru Apǎ. Este o foarte bunǎ prietenǎ cu Shaunee și sunt numite Gemenele, pentru că au tendința de a gândi la fel. La sfârșitul Hidden corpul ei respinge tranziția.

#### Jack Twist
Prietenul foarte emotiv al lui Damien. Dupǎ „moartea” lui Stark acesta a Început sǎ aibǎ grijǎ de câinele acestuia, Ducesa. În carte este descris ca fiind foarte tânǎr, arǎtos și mândru de faptul cǎ este homosexual. Este omorât de Neferet în Iertarea ca un sacrificiu pentru Întuneric, de vreme ce aceasta nu l-a putut corupe.

### Vampiri albaștri

#### Erik Night
Erik este unul dintre novicii în stadiile finale ale transformǎrii la începutul seriei. Este descris ca fiind foarte frumos, înalt, brunet și cu ochi albaștrii. Este un actor foarte talentat și după ce devine un vampir adult în Aleasa este angajat ca profesor de teatru la Casa Nopții din Tulsa. Ulterior primește un transfer către Casa Nopții din Los Angeles în Iertarea, dar îi apare tatuajul de Vânător, numit Labirintul lui Nyx, care înseamnă că nu se poate transfera pentru următorii patru ani.
Unul dintre foștii iubiți ai Afroditei, acesta se îndrǎgostește de Zoey, cu care începe o relație nesigurǎ din cauza legǎturilor ei cu Loren Blake, Heath și Stark. Este foarte posesiv și devine gelos repede, dar o iubește și asta îl ajută să se opună vrăjii lui Kalona în Obsesia, când scapă împreună cu aceasta. Zoey se desparte definitiv de el în Tentația. Ulterior începe să iasă cu Venus pentru a-i face în ciudă, dar după moartea lui Jack acesta se împacă cu gândul că el și Zoey nu se potrivesc și rămân prieteni.

#### Loren Blake
Loren Blake este un vampir adult cu părul și ochii negri, Vampyre Poet Laureate care predă la Casa Nopții în trecere. Loren începe să o prezinte un interes în Zoey și o seduce. El și Zoey fac dragoste în Aleasa și creează o legătură care rupe pe cea pe care o avea ea cu Heath. Ulterior Zoey află că este de partea lui Neferet, pe care o iubește de fapt. Este omorât de Neferet la scurt timp după asta, când pleacă să o caute pe Zoey, când îi simte durerea prin legătură. În Tentația Neferet admite că l-a omorât pentru că le dorea și pe ea și pe Zoey.

#### Darius
Un Rǎzboinic vampir și membrul grupǎrii de elitǎ „Fii lui Erebus” cu puterea de a călători distanțe scurte cu mare viteză dând impresia teleportării, acesta apare în Aleasa și devine unul dintre aliații lui Zoey. El se îndrăgostește de Afrodita și devine Războinicul ei jurat în Tentația.
- Pisica lui Darius se numește Nefertiti

#### Lenobia
Lenobia este profesoara de călărie a Casei Nopții din Tulsa. Este descrisă ca o femeie micuță, cu păr lung și blond și ochi stranii și gri, de culoarea ardeziei.  Semnul ei este alcătuit din forme de cai. Lenobia este strictă, dar foarte cinstită și respectată.
Copilul din flori al unui nobil francez, Lenobia ia locul sorei ei vitrege pe un vapor către New Orleans. Acolo se îndrăgostește de Martin, un băiat de culoare. Acesta moare într-un incendiu la scurt timp după ce Lenobia este Însemnată și este reîncarnat în Travis, aproape 200 de ani mai târziu.

#### Dragon Lankford
Dragon Lankford este fostul profesor de scrimǎ al Casei Nopții din Tulsa. Soția lui, Anastasia Lankford este omorâtǎ de Imitatorul de Corbi, Rephaim când Zoey și prietenii ei scapǎ din Casa Nopții în Obsesia. În ciuda sfatului lui Nyx, acesta e prea orbit de durere ca sǎ-l ierte pe Rephaim la sfârșitul cǎrții Iertarea, iar ulterior acesta o respinge pe Nyx în Dragon's Oath atunci când aceasta refuzǎ sǎ o aducǎ la viață pe Anastasia. Sfârșește prin a se sacrifica în Predestinare pentru a-l salva pe Rephaim de #Aurox, justificând că acesta este totuși unul dintre elevi, deci sub protecția lui.
- A fost ales de motanul Shadowfax, omorât de Neferet în Predestinare.

#### Anastasia Lankford
Anastasia Lankford a fost soția lui Dragon. She was the Spells and Ritual teacher at the House of Night in Tulsa. A fost omorâtǎ de Imitatorul de Corbi Rephaim în Tentația.
- Pisica ei e Guinevere, care moare în Hidden de inimă rea

#### Regina Sgiach
Regina Sgiach este un vampir care conduce insula Skye. Sgiach is a deadly warrior queen who is described having long white hair with a single streak of red running through it. She is a muscular yet feminine woman who has an affinity for the island appearing and disappearing at will, almost out of thin air. She withdrew from Vampyre society when the Sons of Erebus were taken from her to the Isle of Skye where she casted a powerful protective spell not allowing anyone one in her Isle without permission. If any tried to the barrier would instantly kill the intruder. Her marks include intricate designed swords framing her face.

#### Seoras MacUallis
Seoras MacUallis He is the sexy Warrior and Defender of Sgiach. He is Also James Stark´s Ancestor and the head of the Clan MacUallis, Guardians of the Ace.He is described to have lots of scars on his face.

### Novici roșii

#### Kramisha
A murit în ultimul an la Casa Nopții și este acum Poet Laureate și Clarvǎzǎtoare a vampirilor roșii.

#### Nicole
Conducǎtoarea tuturor celorlalți novici roșii, e micǎ de staturǎ, brunetǎ cu ochi cǎprui aproape negri. Are puterea de a cerceta mintea altcuiva prin contact.

#### Venus
Fosta colegǎ de camerǎ a Afroditei la Casa Nopții înainte sǎ moarǎ. Are un temperament similar cu ea, și a ieșit cu Erik Night în Tentația.

#### Shaylin
O tânără fată oarbă, aceasta este Însemnată de Erik cu roșu, prima de acest fel. Ca novice, își capătă vederea precum și „True Sight”, abilitatea de a vedea aura unei persoane. În Hidden descoperă că abilitatea ei e menită să lucreze în tandem cu a Aphroditei pentru a putea fi interpretată corect.

### Vampiri roșii

#### Stevie Rae Johnson
Născută în Henryetta, Oklahoma, Stevie Rae este colega de cameră și cea mai bună prietenă a lui Zoey, până la moartea ei în Trădarea, când este trezită de Neferet ca o inițiată roșie. Are o afinitate puternică pentru Pământ și este foarte onestă. Primul vampir roșu matur, aceasta devine Marea Preoteasǎ a celorlalți novici roșii. După ce invocă manifestarea Întunericului, Taurul Alb, din greșeală, cheamă Lumina pentru a se salva și prețul pe care-l plătește este să fie legată de umanitatea lui Rephaim pentru eternintate. Deși aceștia au dezvoltă sentimente unul pentru celălalt în Focul, revenirea lui Kalona îi desparte până în Iertare când Rephaim alege Lumina și pe Stevie Rae și Nyx îl iartă, și-l vrăjește ca noaptea să fie un băiat și ziua un corb, ca să plătească pentru moartea Anastasiei.

#### James Stark
James Stark este cel mai bun arcaș din lume, dar abilitatea lui este subtilǎ, cauzându-l pe Stark sǎ-l omoare pe profesorul lui, când s-a arǎtat prima datǎ. Stark se transferǎ din Casa Nopții din Chicago în Înfruntarea, dar corpul lui respinge transformarea și el moare în brațele lui Zoey în prima noapte în Tulsa. E de înălțime medie, șaten și cu ochi căprui și are un rânjet încrezut.
Acesta se trezește ca un inițiat roșu în Înfruntarea, spre sfârșit și trage în Stevie Rae la ordinele lui Neferet. În Obsesia Zoey îl convinge să aleagă Lumina și acesta îi jură loialitate. În acel moment îi apar tatuajele de vampir matur, în formă de săgeți. În Focul, Stark devine Guardianul lui Zoey ca să o aducă din Lumea de dincolo, și primește o parte din nemurirea lui Kalona, ceea ce creează o legătură parapsihică între ei..

#### Dallas
Unul dintre novicii roșii care aleg să o urmeze pe Stevie Rae și iubitul ei, acesta are un acces de furie când își dă seama că aceasta îl protejează pe Rephaim, în Focul. Acceptă Întunericul și devine adult. Acesta capătă și o afinitate pentru Electricitate pe care o folosește pentru a-i ataca. Ulterior Dallas devine liderul novicilor roșii care nu o urmează pe Stevie Rae.

### Oameni

#### Aphrodite LaFonte
Fiica primarului foarte bogat din Tulsa, Afrodita apare la începutul seriei ca o fată înfumurată și egoistă, dar ea suferă din cauza viziunilor profetice și abuzată de părinții ei. După ce o ajutǎ cu Stevie Rae ea devine o bună prietenă pentru Zoey. Este descrisă ca elegantǎ, înaltǎ și grațioasă cu păr lung și blond.
Inițial lidera Fiicelor Întunecate în Semnul, aceasta pierde controlul unui ritual de invocare și titlul îi revine lui Zoey. La sfârșitul cărții Aleasa ea este schimbată din nou în om casă-i redea umanitatea lui Stevie Rae. Deși nu mai e o novice, aceasta continuă să aibă viziuni pe care le folosește ca să o ajute pe Zoey de-a lungul seriei, și ajunge să se împrietenească cu ea și cu ceilalți prieteni ai ei, pe care îi numește „Turma de tocilari”. Afrodita se îndrăgostește de Darius, care devine Războinicul ei jurat în Tentația. După moartea lui Stevie Rae, Afrodita i-a ținut afinitatea pentru pământ până la renașterea acesteia ca un vampir roșu. În Obsesia se creează accidental o legătură între ele care se rupe când Rephaim o salvează pe Stevie Rae în Tentația. În Focul, Afrodita este declarată oficial de consiliu o Clarvăzătoare a lui Nyx.
- În Înfruntarea, Afrodita este aleasǎ de pisica Maleficent.

#### Heath Luck
Quarterback of his high school football team and in love with Zoey since third grade. Heath was her boyfriend before she became a fledgling. Later, when Zoey accidentally tastes his blood, she Imprints with him. They are Imprinted on and off during all of the books, and always have a good, romantic connection. He is willing to do anything for Zoey, even if it means that he has to share her with others. He is killed by Kalona in Tempted, because he overhears him talking to Neferet. Zoey sees Kalona break Heath's neck, summons Spirit to attack Kalona, and then collapses. After seeing her Consort murdered in front of her, Zoey's soul shatters. In Burned, Heath performs a final act of sacrifice by leaving Zoey and going into the afterlife. Which in turn, helps Zoey recover from her shattered soul and return from the Otherworld. Heath apare către sfârșitul acțiunii în Iertarea, în Lumea de Dincolo. Nyx îi oferă trei alegeri:să rămână pe vecie pe tărâmul ei, să renască pentru a fi reunit cu Zoey sau să fie introdus în Aurox, pentru a-l influența și a-i strica planurile lui Neferet. Acesta alege a treia variantă, pentru a putea să o apere pe Zoey.

#### Sylvia Redbird
A native American Cherokee and a Wise Woman (also referred as a 'Ghigua Woman' in the book), Zoey's grandma provides comfort and advice to Zoey. She is by default the mother figure in Zoey's life, and some of the names she calls her are Zoeybird, and U-we-tsi-a-ge-ya (the Cherokee word for daughter). In touch with ancient Cherokee spirits, she helps Zoey deal with her new world of Vampyres, spirits and demons. She also accepts Zoey for who she is and not what everyone wants her to be. She even helps Zoey save her own life in Untamed. In Hunted she personifies Earth and helps to banish Kalona.
Sister Mary Angela
Sister Mary Angela is Prioress of the Abbey at a local church in Tulsa who is tolerant of the vampyres at the House of Night. She runs the Street Cats organization. She played Spirit in the plot to

#### John Heffer
Tatǎl vitreg al lui Zoey, John Heffer, este un om ipocrit, inflexibil și obsedat de control care o dominǎ pe soția sa, Linda. Odatǎ o mamǎ iubitoare și înțelegătoare, Linda o respinge pe Zoey când aceasta este Însemnatǎ, la îndemnurile acestuia. Unul dintre conducǎtorii "Oamenilor Credinței", un grup religios împotriva vampirilor, acesta este mai oripilat la gândul felului în care aceastǎ schimbare i-ar putea schimba imaginea decât de faptul cǎ fiica lui este în pericol de moarte în fiecare secundǎ în care nu este în prezența unui vampir adult.

#### Linda Redbird
Linda Redbird este mama lui Zoey și soția lui John Heffer la începutul seriei. Este o femeie slabă decaracter care preferă să lase pe alții să ia deciziile în locul ei, ceea ce i-a îngreunat întotdeaune relația cu mama ei, Sylvia Redbird. La sfârșitul cărții Iertarea își părăsește soțul și-i golește conturile, când îl găsește înșelând-o cu secretara. Aceasta ajunge la casa mamei ei ca să-și ceară scuze pentru atitudinea ei din trecut când se întâlnește cu Neferet, care o sacrifică Întunericului pentru recipientul Aurox.

#### Kevin Marks
Unul dintre polițiștii care au investigat dispariția fotbaliștilor din Trădarea.

#### Sora Mary Angela
Este o maică-superioară care apare în Aleasa și participă în Obsesia într-un vrajă pentru a o alunga pe Neferet.

### Imitatori de Corbi

#### Rephaim
Un Imitatori de Corbi, Rephaim este primul și cel mai de încredere dintre fii lui Kalona, acum consortul lui Stevie Rae. Acesta apare în Obsesia ca ucigașul Anastasiei și este doborât de un foc de armǎ când îi urmǎrește pe fugari. În Tentația este gǎsit de Stevie Rae care nu are inima sǎ-l omoare și-l vindecǎ. Ulterior îl ajutǎ sǎ scape prin tunele, unde este gǎsit de novicii roși care îl folosesc ca sǎ o atragǎ pe Stevie Rae într-o capcanǎ pe acoperiș unde o lasǎ sǎ fie arsǎ de soare. Acesta o ajută să scape și-i oferǎ sângele lui ca sǎ se vindece și Stevie Rae creează o legătură între ei, fǎrǎ sǎ vrea. În Focul cei doi fac un pact pe durata absenței lui Zoey și Kalona și către sfârșit ea îl acceptă drept consort, dar revenirea celor doi din Lumea de dincolo îi desparte. La sfârșitul cărții Iertarea, acesta este atras de Neferet în mijlocul unei adunări de vampiri și Stevie Rae e forțată să-l apere și să admită public relația lor. Nyx intervine și îl iartă pe Rephaim, preschimbând-ul astfel încât să aibă fie om noaptea și corb ziua. Acesta îi cere iertare lui Dragon Lankford și îi propune să-l slujească pentru a-și răsplăti crima, dar Dragon îl respinge. Neferet incită mulțimea să-l alunge de la Casa Nopții și Stevie Rae, Zoey și prietenii lor pleacă împreună cu el către tunele.
În Predestinare, loialitatea lui este pusă constant sub semnul întrebării. La sfârșitul cărții participă într-un ritual pentru a găsi ucigașul mamei lui Zoey, când este atacat de Aurox și rănit mortal. Nyx îl salvează la rugămintea lui Kalona.

### Nemuritori

#### Nyx
Zeita tuturor vampirilor buni.

#### Erebus
Consortul lui Nyx, acesta este un înger cu aripi aurii.

#### Neferet
Neferet este singurul vampir Tsi Sgili (o creaturǎ a Întunericului capabilǎ sǎ capete energie din moarte și distrugere) în viațǎ.
Odatǎ o Mare Preoteasǎ a lui Nyx cu o abilitate de Tǎmǎduire și o afinitate pentru pisici, aceasta a fost coruptǎ de Kalona și s-a întors cǎtre Întuneric devenind nemuritoare. Pe parcurs i-a omorât pe Loren Blake, profesorul Nolan, Jack Twist și Linda Redbird. Aceasta din urmă a fost un sacrificiu pentru crearea lui Aurox, un Recipient an Întunericului.

#### Kalona
Kalona este un înger cǎzut, fostul Rǎzboinic jurat al lui Nyx, alungat de aceasta pentru cǎ devenise gelos pe Consortul ei, Erebus. Pe pǎmânt, acesta a înrobește neamul Cherokee și violează femeile care ulterior dau naștere fiilor săi nemuritori, Imitatorii de Corbi. Înțelepții indieni creează o fecioară numită A-ya care îl atrage într-o peșteră și se transformat în pământ pentru a sigila peștera. Kalona s-a resemnat cu soarta lui până când sufletul ei l-a părăsit pentru a renaște în Zoey. Acesta o atrage pe Neferet pe calea Întunericului pentru a se elibera și scapă în Înfruntarea.
Poate să-și schimbe înfățișarea, dar păstrează întotdeauna aripile negre, care sunt o diferență distinctivă între el și Erebus, care are aripi aurii. Acesta hipnotizează vampirii și se dă drept Erebus pentru a le câștiga încrederea. Acesta o urmărește pe Zoey în vise în Obsesia și Tentația încercând s-o facă să-i cedeze, dar renunță după evenimentele din Focul, când realizează că Zoey nu-l va iubi vreodată. Este alungatîncă o dată din Lumea de dincolo de Nyx după ce își împărtășește sufletul nemuritor cu Stark ca să-l readucă la viață, ca răsplată pentru omorârea lui Heath. Asta îl eliberează de sub influența lui Neferet în Iertarea și creează o legătură parapsihică între el și Stark. Ulterior Kalona îl eliberează pe Rephaim de sub influența lui deși în Destined acesta își trimite fii să capitalizeze presupusa frustrare a lui Rephaim de a fi restrâns prin a-l convinge să spioneze pentru acesta. Când Kalona află că Rephaim se transformă în pasăre la începutul fiecărei zile acesta simte remușcare pentru prima dată și imploră iertarea zeiței la sfârșitul cărții, după care îi oferă jurământul său de războinic lui Thanatos alegând calea lui Nyx.

## Adaptări

### Benzi desenate

Coperta primei ediții a benzii desenate

P.C. Cast a anunțat pe website-ul ei cǎ o serie de 5 volume de benzi desenate bazate pe seria Casa Nopții au fost publicate lunar de Dark Horse începând cu 9 noiembrie 2011.
Acțiunea din benzile desenate se situează cronologic între Semnul șiTrădarea. Zoey cere ajutorul zeiței pentru a deveni o bună conducătoare a Fiicelor Întunecate. Drept răspuns, aceasta plasează cinci teste în calea acesteia, unul în fiecare volum, fiecare pornind de la o lecție din Manualul inițiatului. Primul volum are ca element principal Pământul și povestea preotesei Freya. A doua este despre Aer și fiicele reginei Bouddica, fondatoarele Fiicelor Întunecate. A treia este despre Circe și venirea lui Odiseu, cu elementul principal Apa. A patra este despre Foc, preoteasa Cleopatra și căderea Egiptului. A cincea, care urmează să apară, are ca element principal Spiritul și repovestește povestea preotesei vampirilor Hippolyta și a Legăturii ei cu Hercule.
Textul este adaptat de Kent Dalian, cu desene de Joëlle Jones și Karl Kerschl, cu coperta de Steve Morris..

### Film
După ce s-a abandonat adaptarea cărților pe micul ecran, Samuel Hadida, patronul companiei Davis Films a anunțat cumpărarea drepturilor asupra unei filmelor Casa Nopții în 2 noimbrie 2011. Acești, notabili pentru Silent Hill și seria Resident Evil, plănuiesc să introducă încă o franciză pentru adolescenți, comparând seria cu Saga Amurg și seria de filme Harry Potter.